# 미디어 아트

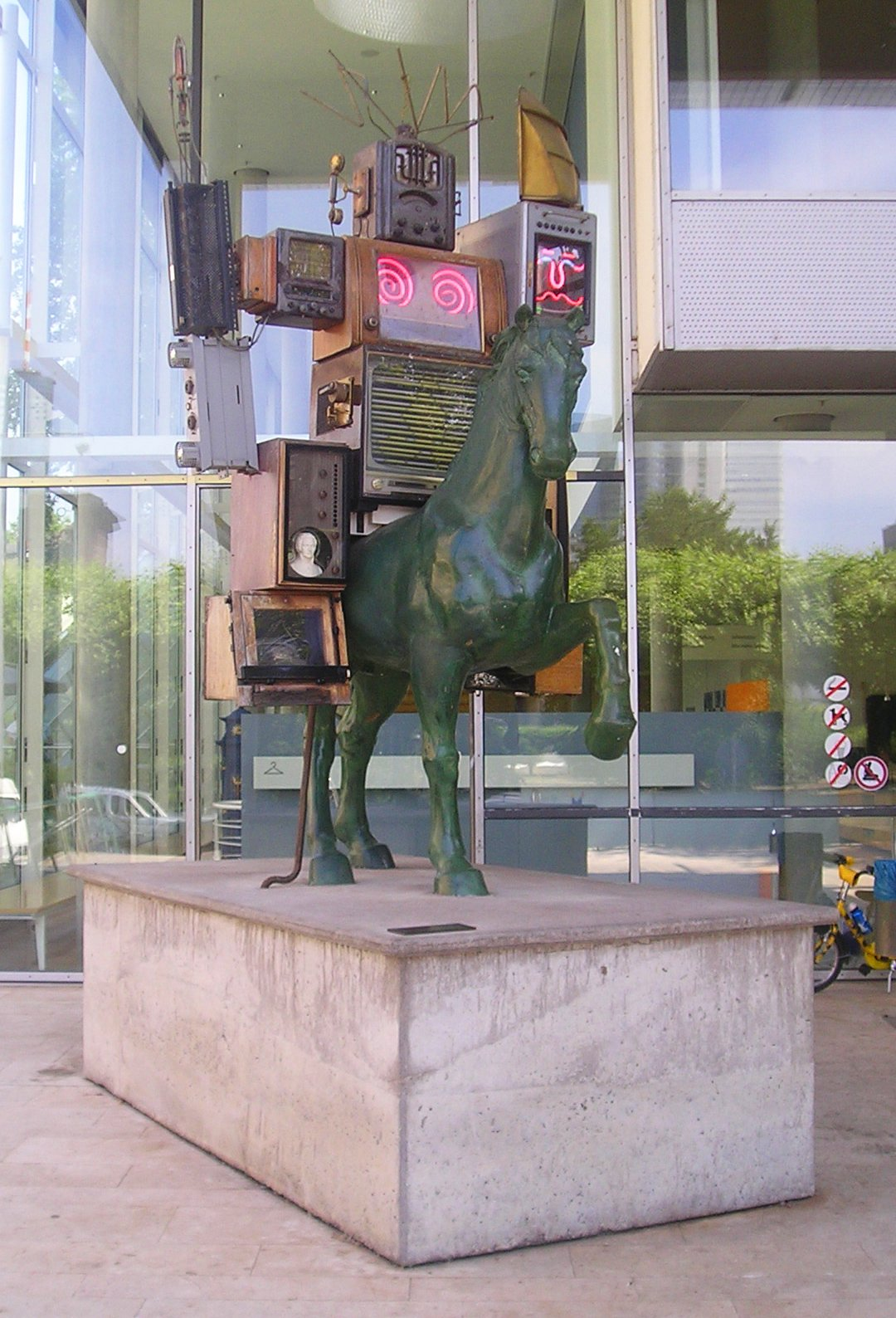
독일 프랑크푸르트 'Museum für Kommunikation' 앞에 세워진 비디오아티스트 백남준의 작품

미디어 아트(media art) 또는 융합예술은 사진, 전화, 영화 등의 발명 이후 이런 신기술들을 활용하는 예술들을 가리킨다. 뉴미디어 아트 라고도 불리며 매체예술로 번역된다. 새로운 화학, 기계 등의 기술을 사용한 새로운 매체 기술을 사용하는 예술로 정의되고 있다. 1960년대 텔레비전과 방송의 등장으로 대중매체가 도래한 이후에는 위성방송, 인터넷, 웹사이트, 컴퓨터를 이용한 멀티미디어, CD-ROM, DVD, 가상현실을 활용하는 방향으로 확장되었다.
이 중에서 컴퓨터나 인터넷 등의 디지털 기술을 활용하고 탐구하는 예술을 뉴미디어 아트라는 용어로 지칭하기도 한다. 뉴미디어 아트라는 용어는 새로운 매체를 사용한다는 점을 강조하기 위한 의미에서 사용되고 있을 뿐, 미디어 아트라는 용어와 뚜렷히 구분되어 사용되지 않고 있다. 더군다나 '뉴미디어'라는 용어 자체가 시대에 따라 가변적이기 때문에 부적합하다는 지적도 있다. 가령 과거에는 비디오가 새로운 매체였지만, 오늘날에는 CD나 USB조차 기성매체가 되었다. 사실 뉴미디어 아트라는 용어뿐 아니라 미디어 아트라는 용어 자체도 매우 광의적이고 모호한 용어이다. 넓게는 퍼포먼스나 바디 아트 역시 미디어 아트에 포함될 수 있다. 이는 넷아트, 웹아트, 상호작용 예술 등의 용어 역시 마찬가지이며, 이러한 용어 정의의 모호성은 아직 이러한 예술이 진행되는 단계에 있어 관련자(작가, 관객, 대중, 평론가, 예술시장 등)들의 합의가 이루어지지 않은 상태이다. 이는 다양성과 혼종성이 강조되는 포스트모더니즘 이후 문화의 일면이기도 하다.

미디어 아트가 기존의 예술과 다른점은 작가와 관객의 상호작용에 있다. 전통적인 예술, 즉 회화나 조각은 정적인 제작물로서 심리적 상호소통이 우선적인데 비해서 미디어아트는 대중매체를 이용함으로써 심리적 상호작용뿐만 아니라 인터페이스를 통한 물질적인 상호작용도 일어난다. 대중과의 소통이 은유적인 것에서 보다 직접적으로 바뀐 것이다. 대중매체가 발달된 오늘날 미디어아트는 단순한 예술을 넘어서 일상으로 발전하고 있다.

## 역사

### 19세기
산업혁명 이전에도 시계장치를 활용한 자동인형과 같은 기계 매체는 있었다. 그러나 본격적으로 기계매체가 도래하고 인류 사회에 영향을 주기 시작한 것은 산업혁명 이후였다. 증기기관의 발명은 기차와 증기선의 도입으로 이어졌고, 이는 물자의 수송과 시장의 확대를 가져왔다. 동시에 이에 따른 부작용으로 제국주의 국가의 식민지 확대가 심화되기도 했다. 이시기에는 또한 농촌의 잉여노동력이 공장으로 몰리면서 근대적인 의미의 도시가 등장하기 시작했다. 런던과 파리가 대표적인 예이다. 이는 이전 인쇄술의 발전과 맞물려 신문이라는 대중매체의 영향력을 촉진하는 계기가 되었다. 여기에 1830년대에 다게레오 타입 사진 등의 발명으로 이미지의 기계복제가 가능해졌고, 이어 1890년대에 영화가 발명되면서 대중매체의 영향력은 사회 전반에 미치기 시작했다. 그러나 이 시기의 사진이나 영화는 소수의 기술자들에 의해 운용되었고, 자본의 힘 없이는 제작되기 힘들었다. 에이젠슈타인 등 일부 선구적인 영화 감독들이 영화의 미학을 정의하기 시작했으나, 기존 예술계는 여전히 회화나 조각같은 기존 매체에 머물러 있었다.

### 20세기 초
1차대전과 대공황 시기에 영화산업에서 유럽 국가들은 타격을 입게 되고, 대신 미국 헐리우드가 세계 영화 산업의 중심으로 발전하기 시작한다. 그러나 여전히 순수예술계에서는 영화를 예술로서 인정하지 않았다. 1930년대에 이르러서야 뉴욕현대미술관에서 최초로 영화가 전시되었다. 이러다보니 영화는 개인 예술가가 아닌 영화 제작 집단 중심으로 발전했고, 지금도 그러하다.
한편 전쟁 시기에 군대는 암호해독 기술의 발전을 필요로 했고, 이는 컴퓨터 기술의 발전을 이끌었다. 앨런 튜링은 현대 컴퓨터의 매커니즘을 정립했다.

### 1940년대
20세기 이전에도 라이프니츠 계산기나 방직기 등에서 이진법의 원리가 활용되었으나, 이러한 기술이 사회에 큰 영향을 미치진 못했다. 본격적으로 디지털 기술이 발전하게 된 계기는 1940년대 제2차 세계대전 때 부터이다. 이때의 군대는 독일 암호 해독과 관련해 각종 공학기술의 발전을 요구했으며, 공학기술은 지식이나 과학의 집합체로 인식되었다. 대표적인 예로 앨런 튜링은 오늘날의 컴퓨터의 기본 원리가 되는 튜링 머신의 개념을 정립했다.

### 1950년대
1950년대에 애니악과 같은 컴퓨터가 등장하고, 군사기술과 연관된 연구소를 중심으로 컴퓨터의 가능성을 탐구하기 시작했다. 이러한 연구소들에는 예술가와 디자이너들이 연구에 참가했고, 이들은 공학기술의 발전으로부터 미적 영감을 받고 그것에 반응하기 시작하였다. 이런 응용의 결과 관객의 참여로 인해 비로소 완성되는 작품들, 신체 행위를 접목한 예술, 컴퓨터음악이 등장하게 되었다. 이후 학자들은 공학, 미디어, 커뮤니케이션, 인공두뇌학에 관한 미래적인 관념들을 연구, 제시하기 시작하였다.

### 1960년대
1960년대에 이르러서야 비로소 예술가들이 기계매체에 관심을 기울이기 시작했다. 대표적으로 '존 케이지'가 있는데, 그는 작가와 관객의 상호작용성, 멀티미디어, 그리고 일렉트로닉스를 예술에 응용하기 시작했다. 이 시기 플럭서스 출신의 예술가 백남준은 최초로 소니 포타팩 비디오를 가지고 비디오아트 작업을 하기 시작했다. '울프 포스텔','백남준'은 텔레비전과 비디오카메라를 최초로 사용하였다. 그러나 아직은 컴퓨터 프로그래밍이 아닌 신디사이저를 이용해 단순히 전자회로 이미지를 조작하는 수준에 그쳤다.
하지만 컴퓨터 기술을 예술적으로 탐구한 사람들은 여전히 예술가가 아닌 공학자들이었다. 이들은 군사관련 연구소를 중심으로 이를 탐구했다. 이를 바탕으로 1960년대 초, 세계 최초로 인간과 컴퓨터가 소통할 수 있는 상호작용적인 그래픽 인터페이스가 개발되었다. 이른바 GUI(Graphic User Interface)의 기본기술이 개발된 것이다. 60년대 후반에는 컴퓨터나 비디오, 공학의 융합으로 공학기술 덕분에 보다 나은 세상을 만들어 낼 수 있을 거라는 시스템 미학이라는 이상주의가 등장하게 된다. 이에 예술가, 작곡가, 영화감독, 과학자, 건축가, 디자이너 등 많은 분야의 사람들이 새로운 공학과 예술의 융합에대한 장래를 긍정적으로 인식하게 되며 시스템아트가 등장한다.

### 1970~80년대
1970년대와 80년도에는 비디오 아트가 주도권을 잡게 된다. 많은 예술가들이 비디오를 예술적 표현의 수단으로 삼았다. 이들의 경향은 크게 세가지로 나뉜다. 첫째는 비디오의 매체적 특성 그 자체를 탐구하는 경우로, 바술카 부부가 대표적인 작가이다. 둘째는 비디오를 작가 자신의 정체성 탐구에 사용하는 경우로, 비토 아콘치가 대표적이다. 로잘린드 크라우스는 이를 나르시시즘적 비디오 아트라 칭하기도 했다. 세 번째 경향은 비디오를 방송같은 기존 주류 대중 매체의 일방적 정보 전달에 저항하는 수단으로 삼는 경우로, 페이퍼 타이거나 라틴 아메리카 출신의 예술가들이 이러한 언더그라운드적인 작업을 이끌었다.
컴퓨터를 기반으로 한 미디어아트는 과학자, 컴퓨터이론가, 예술가의 공동참여로 이루어지는 경향이 강했다. 이 시기에는 세계적인 경제적 위기가 불어닥치면서 공학기술에 기반을 둔 '시스템미학'이라는 이상주의에 힘을 실어주지 못하면서 시스템아트는 소멸하게 된다. 그러나 일렉트로닉 아트, 컴퓨터 아트, 인공두뇌 아트등은 세계의 주목을 받지못하였지만 실험적 도전은 지속적으로 계속되었다. 이 뉴미디어아트 작업들은 주로 '시그래프'라는 초대형 비즈니스 쇼를 중심으로 선보였다. 또한 이시기에 아르스 일렉트로니카 같은 뉴미디어아트 전문 전시 행사가 등장하기 시작했다. 이후 컴퓨터 그래픽과 컴퓨터 시스템의 발전으로 예술가들은 컴퓨터에서 활용되는 미적 개념에 몰두하면서 곧 다가올 디지털 시대를 준비하고 있었다.

### 1990년대
1990년대 이후 매체 환경의 변화로 인해 비디오아트의 영향력은 감소하고, 대신 컴퓨터를 기반으로 한 뉴미디어아트의 영향력이 증가한다. 레이저, 조명시스템도 예술 작품에 사용되기 시작하였으며, 컴퓨터를 활용한 예술 작업이 시각미디어와 함께 뉴미디어아트의 주요 경향으로 자리잡게 되었다. 그러나 여전히 기존의 매체들도 아직까지 널리 사용되고 있으며, 크게는 신기술과 구기술을 구분하지 않고 이들을 모두 미디어 아트라는 개념에 담아두고 활용하고 있다. 현재의 경향은 기존 비디오아트에서 비디오를 이용해 예술을 탐구하던 방식을 디지털 매체에서도 비슷하게 반복하는 경우와, 디지털 매체라는 새로운 매체의 가능성을 어떻게 탐구할 것인가 모색하는 경우로 나뉜다 할 수 있다.
웹이 보급되기 시작한 90년대 초에 시스템 아트는 다시 등장하게 된다. 하지만 웹브라우저의 개발로 인하여 기존의 시스템 아트와는 다른 넷아트가 등장했고, 운영체제의 개발로 인해 소프트웨어와 예술이 융합되기 시작했다. 현재는 디지털이 전 세계적으로 정착되고 널리 보급되어 있는 시대로, 이런 디지털요소들을 미적개념을 추가하여 매체 미학을 형성하는 여러 가지 방식들이 제안되고 있다.

### 2000년대
인터넷이 대중화되고, 비디오 게임이 보급되고, 스마트폰이 상용화되면서 미디어아트의 소재도 다양해지고 있다.

### 발전가능성
미디어 아티스트들은 과학과 공학기술을 기반으로 여러 가지 미디어아트 작품을 만들어 왔고 앞으로도 과학과 공학기술은 미디어 아트의 변함없는 필수요소일 것이다. 과거 미디어아트의 발전과정을 살펴보면 그시대의 과학기술과 공학기술 그리고 문화적 배경과 예술이 골고루 융합되어 그 시대상을 반영하는 미디어아트가 주를 이루었다. 미디어 아트가 미래를 지향한다고는 하지만 미래를 예측하진 않는다. 미디어아트는 당대의 기술들을 특징화하는 경향이 있고, 기술공학적 영역에서 드러나지 않은 잠재력을 발견하기 위해 미디어 아티스트들은 실험적인 작품을 만들어 내지만, 미디어아트가 그 시대의 기술발전을 주도하지는 않을것이다.미디어아트는 과학과 기술의 발전,그리고 문화의 발전에 따라 같이 발맞추어 진화하고 발전할 것이다.

## 종류
미디어 아트는 다음과 같이 여러 분야와 관심사를 포괄하고 있다.
- 팝 아트
- 플럭서스
- 디지털아트
- 비디오 아트
- 커뮤니케이션 아트
- 레이저 아트
- 아스키 아트
- 바이오 아트
- 사이버 퍼포먼스
- 컴퓨터 아트
- 디지털 아트
- 디지털 시
- 트레디지털 아트
- 전자 예술
- 진화 예술
- 팩스 아트
- 생성 예술
- 글리치 아트
- 핵티비즘
- 하이퍼텍스트
- 인포메이션 아트
- 인터렉티브 아트
- 인터넷 아트
- 모션 그래픽
- 넷 아트
- 퍼포먼스 아트
- 라디오 아트
- 로보틱 아트
- 소프트웨어 아트
- 사운드 아트
- 시스템 아트
- 텔레마틱 아트
- 비디오 아트
- 비디오 게임 아트
- 비디오 게임
- 가상현실 예술

## 미디어 예술가
- 앤디 워홀
- 백남준
- 존 케이지
- 볼프 보스텔
- 클래스 올덴버그
- 빌 비올라
- 김영섭
- 육근병
- 박현기
- 이이남
- 김창겸
- 한호
- 문준용
- 아론 코블린
- 알렉세이 슐긴
- 앨런 캐프로
- 앙투안 슈미트
- 앙투아네트 라파즈
- 아우구스또 보알
- 바바라 야누스케비츠
- 비아트리즈 다 코스타
- 빌 비올라
- 뵨 맬후스
- 브로디 콘돈
- 카미유 우터백
- 카를로스 아모랄레스
- 카르스텐 니콜라이 (알바 노토)
- 캐시 마셜
- 샬럿 데이비스
- 찰스 샌디슨
- 크리스티안 묄러
- 코리 아칸젤
- 크리티컬 아트 앙상블
- 단 삼손
- 데이비드 엠
- 데이비드 로커비
- 돈 리터
- 일렉트로닉 디스터번스 씨어터
- 엘 메허만트
- 에릭 파울로스
- 어윈 올라프
- 에바 앤 프랑코 마테스
- 플로팅 포인트 유닛
- 프란세스코 모니코
- 퍼더필드
- G.H. Hovagimyan
- 겐조 귈란
- 질리언 웨어링
- 골란 레빈
- 그레이엄 니컬스
- 그레이월드
- 기예르모 고메즈 페냐
- 하이코 닥슬
- 인게보르그 풀레프
- 자넷 카디프
- 자로밀
- 제이슨 샐러번
- 장 자크 비르지
- 제프리 쇼
- 존 마에다
- 조셉 네크바탈
- 조슈야 모슬리
- 주디 말로이
- 가키자키 준이치
- 켄 페인골드
- 켄 골드버그
- 켄 리날도
- 케네스 틴 킨 후앙
- 킹즐리 응
- KMA
- 노보틱 리서치
- 리 월튼
- 리 웰스
- 레브 마노비치
- LIA
- 리우 다오
- LuckyPDF
- 린 허쉬만
- 마크펠트
- 만프레드 모어
- 마크 호로위츠
- 마크리
- 마리 세스터
- 마리사 올슨
- 마리타 률리아
- 마틴 와텐버그
- 메리 플래너건
- 모리스 베나윤
- 마우리지오 볼로니니
- 멜린다 라크함
- 멘디 & 키스 오버다이크
- Micha Cárdenas
- 마이클 디머스
- 마이클 맨디버그
- Michael Naimark
- Miguel Álvarez-Fernández
- Miltos Manetas
- 마이론 크뤼거
- 백남준
- Noah Wardrip-Fruin
- Nsumi
- 올레흐 부리얀
- 올리아 리알리나
- 페리 호버먼
- 피터 벤자민 그레이엄
- 필 핸슨
- 라파엘 로자노 해머
- 랜덜 패커
- 릭 깁슨
- 로널드 데이비스
- 로이 애스콧
- 로이 러그론
- Ryan Trecartin
- 라이더 립스
- 이케다 료지
- 료타 쿠와쿠보
- 스콧 스니브
- 세르조 말탈리아티
- 샤론 다니엘
- 스텔락
- 스티브 램버트
- System D-128
- 테디 로
- 토마 샤베리아트
- 이와이 도시오
- 위버모르겐
- 우르줄라 엔틀리허
- 북 코직
- 볼프 보스텔
- 와파 빌랄
- 유세프 메리
- 자방 파레
- 히토 슈타이얼

## 주요 전시 기획자
- 올리버 그라우
- 레브 마노비치
- 바바라 런던(Barbara London)
- Basak Senova
- 크리스티안 폴(Christiane Paul)
- Klaus Biesenbach
- Lawrence Rinder
- Lee Wells
- 마크 트라이브(Mark Tribe)
- 페터 바이벨(Peter Weibel, 1944.03.05 ~ 2023.03.01)
- Sarah Cook
- 이원일(Won-il Rhee)

## 같이 보기
- 문화 방해
- 디지털 미디어
- 전자 언어 국제 페스티벌
- E.A.T.
- 인터랙티브 필름
- 대화형 매체
- 리믹스 문화
- 호르헤 루이스 보르헤스

## 참고 문헌
- 문화예술의 다양한 미디어 활용방안 / 김재하 / 서울예술대학 디지털아트학부
- 미디어아트의 작은 역사를 통해 본 예술과 테크놀로지의 만남 / 임 산 / 고려대학교
- 뉴미디어 아트 / 마이클 러시 저 / 심철웅 역 / 시공아트 / 2003.05.07
- 뉴미디어 아트 / 마크 트라이브 저 / 황철희 역 / 마로니에북스 / 2008.06.15
- 예술 창작의 새로운 가능성 디지털 아트 / 크리스티안 폴 저 / 조충연 역 / 시공아트 / 2007.03.30
- 인터넷 아트 (사이버 시대의 예술) / 레이철 그린 저 / 이수영 역 / 시공아트 / 2008.01.11
- 뉴미디어 아트와 게임 예술 / 유원준 저 / 커뮤니케이션북스 / 2013.03.29